# Fußball-Verbandsliga Schleswig-Holstein 1982/83
Die Verbandsliga Schleswig-Holstein wurde zur Saison 1982/83 das 36. Mal ausgetragen und bildete den Unterbau der drittklassigen Oberliga Nord. Die beiden erstplatzierten Mannschaften durften an der Aufstiegsrunde zur Oberliga Nord teilnehmen. Die Mannschaften auf den drei letzten Plätzen mussten in die Landesliga absteigen.

## Vereine
Im Vergleich zur Saison 1981/82 veränderte sich die Zusammensetzung der Liga folgendermaßen: Keine Mannschaft war in die Oberliga Nord auf-, während auch keine Mannschaft aus Schleswig-Holstein aus der Oberliga Nord abgestiegen war. Die beiden Absteiger hatten die Verbandsliga verlassen und wurden durch die beiden Aufsteiger Wiker SV (erstmals in der höchsten Amateurliga Schleswig-Holsteins) und Eichholzer SV (Wiederaufstieg nach drei Jahren) ersetzt.
| Verein                   | Stadt               | Kreis                 | Qualifikation                      |
| ------------------------ | ------------------- | --------------------- | ---------------------------------- |
| Blau-Weiß Friedrichstadt | Friedrichstadt      | Nordfriesland         | Meister 1981/82                    |
| BSC Brunsbüttel          | Brunsbüttel         | Dithmarschen          | 2. Platz 1981/82                   |
| VfR Neumünster           | Neumünster          |                       | 3. Platz 1981/82                   |
| Heider SV                | Heide               | Dithmarschen          | 4. Platz 1981/82                   |
| NTSV Strand 08           | Timmendorfer Strand | Ostholstein           | 5. Platz 1981/82                   |
| TSV Plön                 | Plön                | Plön                  | 6. Platz 1981/82                   |
| Eutin 08                 | Eutin               | Ostholstein           | 7. Platz 1981/82                   |
| Itzehoer SV              | Itzehoe             | Steinburg             | 8. Platz 1981/82                   |
| Eckernförder SV          | Eckernförde         | Rendsburg-Eckernförde | 9. Platz 1981/82                   |
| TSV Westerland           | Westerland          | Nordfriesland         | 10. Platz 1981/82                  |
| TSV Nord Harrislee       | Harrislee           | Schleswig-Flensburg   | 11. Platz 1981/82                  |
| Schleswig 06             | Schleswig           | Schleswig-Flensburg   | 12. Platz 1981/82                  |
| VfL Oldesloe             | Bad Oldesloe        | Stormarn              | 13. Platz 1981/82                  |
| 1. FC Phönix Lübeck      | Lübeck              |                       | 14. Platz 1981/82                  |
| Wiker SV                 | Kiel                |                       | Aufsteiger aus der Landesliga Nord |
| Eichholzer SV            | Lübeck              |                       | Aufsteiger aus der Landesliga Süd  |

## Saisonverlauf
Die Meisterschaft und Teilnahme an der Aufstiegsrunde sicherte sich der Heider SV. Als Zweitplatzierter durfte der VfR Neumünster ebenfalls teilnehmen. Beide beendeten in ihren Gruppen den letzten Platz und mussten der Amateurmannschaft von Eintracht Braunschweig bzw. dem SV Lurup den Vortritt lassen. Der Eichholzer SV musste die Verbandsliga nach einer Saison wieder verlassen, der VfL Bad Oldesloe nach zwei Spielzeiten und der Eckernförder SV nach fünf Jahren.

### Tabelle
| Pl. | Verein                       | Sp. | S  | U  | N  | Tore    | Diff. | Punkte |
| --- | ---------------------------- | --- | -- | -- | -- | ------- | ----- | ------ |
| 1.  | Heider SV                    | 30  | 18 | 8  | 4  | 045:200 | +25   | 44:16  |
| 2.  | VfR Neumünster               | 30  | 17 | 7  | 6  | 061:250 | +36   | 41:19  |
| 3.  | Eutin 08                     | 30  | 15 | 7  | 8  | 078:500 | +28   | 37:23  |
| 4.  | Blau-Weiß Friedrichstadt (M) | 30  | 14 | 8  | 8  | 062:340 | +28   | 36:24  |
| 5.  | TSV Plön                     | 30  | 11 | 14 | 5  | 050:450 | +5    | 36:24  |
| 6.  | BSC Brunsbüttel              | 30  | 14 | 7  | 9  | 044:330 | +11   | 35:25  |
| 7.  | TSV Westerland               | 30  | 12 | 9  | 9  | 047:420 | +5    | 33:27  |
| 8.  | NTSV Strand 08               | 30  | 10 | 11 | 9  | 055:420 | +13   | 31:29  |
| 9.  | 1. FC Phönix Lübeck          | 30  | 10 | 11 | 9  | 044:450 | −1    | 31:29  |
| 10. | TSV Nord Harrislee           | 30  | 12 | 5  | 13 | 046:550 | −9    | 29:31  |
| 11. | Schleswig 06                 | 30  | 9  | 8  | 13 | 041:520 | −11   | 26:34  |
| 12. | Wiker SV (N)                 | 30  | 10 | 5  | 15 | 043:600 | −17   | 25:35  |
| 13. | Itzehoer SV                  | 30  | 6  | 9  | 15 | 033:590 | −26   | 21:39  |
| 14. | VfL Oldesloe                 | 30  | 7  | 6  | 17 | 033:550 | −22   | 20:40  |
| 15. | Eckernförder SV              | 30  | 6  | 6  | 18 | 035:620 | −27   | 18:42  |
| 16. | Eichholzer SV (N)            | 30  | 5  | 7  | 18 | 041:790 | −38   | 17:43  |

| (M) | Staffelsieger der Verbandsliga Schleswig-Holstein 1981/82 |
| (A) | Absteiger aus der Oberliga Nord 1981/82                   |
| (N) | Aufsteiger aus der Landesliga Schleswig-Holstein 1981/82  |